# HD 88742
HD 88742，又名CD-32 7158，SAO 201186、HR 4013，是一颗恒星，视星等为6.38，位于銀經268.58，銀緯19.1，其B1900.0坐标为赤經10h 8m 59.6s，赤緯-32° 19.1′ 18″。